# Michaela Conlin
Michaela Conlin (Allentown, 9 giugno 1978) è un'attrice statunitense.
È nota per il ruolo di Angela Montenegro nella serie televisiva Bones.

## Carriera
Nata da madre cinese, contabile e da padre di origini irlandesi, imprenditore, vanta varie apparizioni televisive, tra cui le serie Law & Order - I due volti della giustizia e JAG - Avvocati in divisa. Nella sua carriera ci sono anche piccoli ruoli al cinema, come nel film Come d'incanto, accanto a Patrick Dempsey e Amy Adams, e nella pellicola The Lincoln Lawyer, al fianco di Matthew McConaughey.

## Filmografia

### Cinema
- Hard Attraction (Love the Hard Way), regia di Peter Sehr (2001)
- Un sogno impossibile (Pipe Dream), regia di John C. Walsh (2002)
- Garmento, regia di Michele Maher (2002)
- Open Window, regia di Mia Goldman (2006)
- Come d'incanto (Enchanted), regia di Kevin Lima (2007)
- The Lincoln Lawyer, regia di Brad Furman (2011)
- One True Loves, regia di Andy Fickman (2023)

### Televisione
- Law & Order - I due volti della giustizia (Law & Order) – serie TV, episodio 11x15 (2001)
- The Division – serie TV, episodio 2x12 (2002)
- MDs – serie TV, 10 episodi (2002)
- JAG - Avvocati in divisa (JAG) – serie TV, episodio 9x08 (2003)
- The D.A. – serie TV (2004)
- Bones – serie TV, 245 episodi (2005-2017)
- Casual – serie TV, episodio 2x11 (2016)
- Yellowstone – serie TV, 6 episodi (2018-2019)
- For All Mankind – serie TV, 8 episodi (2021)
- Dollface – serie TV, 2 episodi (2022)

## Doppiatrici italiane
- Tatiana Dessi in Bones (st. 1-4, 6-11)
- Barbara Villa in Bones (st. 5)
- Gemma Donati in Yellowstone